# Klinčići
Klinčići – wieś w Bośni i Hercegowinie, w Federacji Bośni i Hercegowiny, w kantonie zenicko-dobojskim, w gminie Olovo. W 2013 roku liczyła 434 mieszkańców, z czego większość stanowili Boszniacy.